# Pasaporte azerbaiyano
Pasaporte del ciudadano azerbaiyano (en azerbaiyano Azərbaycan pasportu) – es un documento oficial, que se expide a los ciudadanos de la República de Azerbaiyán. El pasaporte se usa por los ciudadanos para el cruce de fronteras internacionales. La duración del pasaporte es 10 años. Desde el  1 de septiembre de 2013 según el decreto presidencial  desde 17 de julio de 2012 los pasaportes ha sido biométricos. Los pasaportes no biométricos, expedidas a los ciudadanos hasta el 1 de septiembre de 2013 tendrán validez hasta su fecha de expiración (la fecha límite es el 1 de septiembre de 2013). El pasaporte tiene 50 páginas para visas y sellos especiales. Los datos se escriben en azerbaiyano e inglés.
El pasaporte ordinario se expide por el Ministerio de Interios y el Servicio “ASAN”. Los pasaportes de servicio y diplomático se expiden por el Departamento Consular del Ministerio de Exterior.

## Obtención de pasaporte
El plazo de la emisión del pasaporte depende de la tasa estatal. La tasa estatal de la emisión del pasaporte en un plazo del  10 días es 40 manat, de 5 días – 80 manat y un día – 160 manat.
La duración del pasaporte para los niños menores de doce meses es un año, los niños desde 1 a 3 años – 3 años, desde 3 a 18 años – 5 años y para los mayores de 18 años – 10 años.

## Visado
Azerbaiyán tiene los acuerdos con 57 países sobre la exención de visado.

## Forma de pasaporte

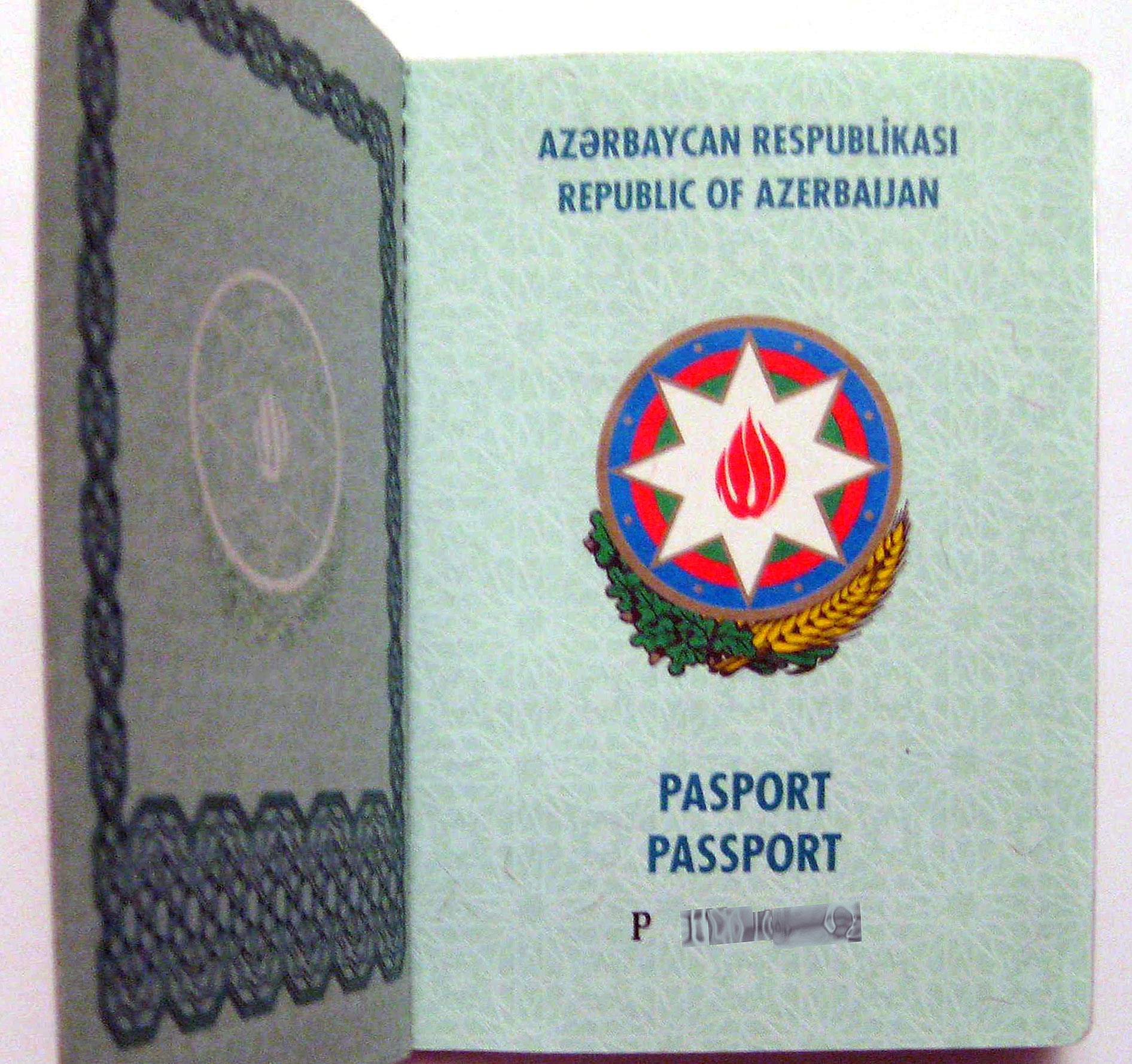
252.997x252.997px

El pasaporte ordinario es de color verde oscuro con la inscripción “República de Azerbaiyán” y “Pasaporte” en azerbaiyano  (Azərbaycan Respublikasi - Pasport)  y inglés (Republic of Azerbaijan - Passport).
El pasaporte de servicio es de color azul oscuro con  la inscripción “República de Azerbaiyán” y “Pasaporte de servicio” en azerbaiyano  (Azərbaycan Respublikasi - Xidməti Pasport) y inglés (Republic of Azerbaijan - Service Passport).
El pasaporte diplomático es de color rojo oscuro con  la inscripción “República de Azerbaiyán” y “Pasaporte diplomático” en azerbaiyano  (Azərbaycan Respublikasi - Diplomatik  Pasport) y inglés (Republic of Azerbaijan - Diplomatic Passport).

### Página de identificación
- El pasaporte incluye los datos siguientes:
- Fotogrfía blanco y negro del ciudadano
- Tipo de pasaporte (PC - ordinario, PS – de servicio, PD - diplomático)
- Código del estado (AZE)
- Número del pasaporte
- Apellido
- Nombre
- Ciudadanía (azerbaiyano)
- Fecha de nacimiento  (dd.mm.aaaa)
- Sexo
- Lugar de nacimiento
- Fecha de emisión (dd.mm.aaaa)
- Fecha de expiración (dd.mm.aaaa)
- Número personal (PIN-código del ciudadano)
- Lugar de la emisión
- Firma de ciudadano